# Don't Go Too Fast
Don't Go Too Fast è il terzo singolo della band pop rock estone Vanilla Ninja, il secondo tratto dal loro secondo album Traces of Sadness.

## Tracce[1]
1. Don't Go Too Fast (Single version) − 3.15
2. Don't Go Too Fast (Extended version) − 5.50
3. Don't Go Too Fast (Unplugged version) − 3.15
4. Don't Go Too Fast (Radio edit) − 3.13

- Don't Go Too Fast (Video) − 3.10

## Video
Il video riprende la band che suona dentro un carcere.

## Crediti[1]
- La musica è stata composta da David Brandes e Jane Tempest
- I testi sono stati composti da John O' Flynn
- Le fotografie sono state scattate da Sascha Kramer